# Боголюбов, Алексей Петрович
Алексе́й Петро́вич Боголю́бов (рус. дореф. Алексѣй Петровичъ Боголюбовъ; 16 [28] марта 1824, Померанье, Новгородская губерния — 7 ноября 1896, VIII округ Парижа) — русский живописец-маринист, крупный представитель петербургского академизма пореформенной эпохи, общественный деятель и мемуарист; внук писателя-просветителя Александра Радищева. Академик (с 1858), профессор (с 1861) и действительный член (с 1893; по новому уставу) Императорской Академии художеств, член Товарищества передвижников (с 1873), действительный статский советник (1885). Инициатор учреждения в Саратове художественных музея (в 1885) и школы (в 1897).

## Биография
Родился в селе Померанье в Новгородской губернии 16 (28) марта 1824 года; сын помещика, отставного полковника Петра Гавриловича Боголюбова и Фёклы Александровны Радищевой (1795—1845) — дочери писателя-просветителя Александра Радищева.
Рано лишившись отца, был отдан в Александровский малолетний кадетский корпус, а оттуда переведён в Морской кадетский корпус, окончив его в звании мичмана в 1841 году. Служил адъютантом у вице-адмирала Александра Дурасова. Ещё будучи кадетом, Боголюбов начал заниматься живописью. В 1849 году был в числе офицеров корабля «Камчатка», на котором отправился на Мадейру президент Императорской Академии художеств герцог Максимилиан Лейхтенбергский. Познакомившись с рисунками Боголюбова, герцог посоветовал молодому офицеру посвятить себя искусству.
В 1850 году Боголюбов поступил в Академию художеств. Своим художественным образованием он по преимуществу обязан профессорам пейзажисту Максиму Воробьёву и баталисту Богдану Виллевальде. Обратил на себя внимание двумя видами Кронштадтской гавани и картиной «Наводнение в Кронштадтской гавани в 1824 г.». В 1852 году получил золотую медаль 2 степени за три картины: «Вид Смольного монастыря с Охты», «Бой брига „Меркурия“ с двумя турецкими кораблями» (из турецкой войны 1828 года) и «Отбытие е.и.в. герцога Максимилиана Лейхтенбергского из Лиссабона».
Боголюбов окончил Академию в 1853 году с золотой медалью 1-го достоинства и был назначен художником Главного морского штаба. Оставив морскую службу, он в течение семи лет путешествовал по Европе. В Женеве пользовался советами знаменитого Калама; в Париже работал в мастерской Изабэ; в течение двух лет учился у Андреаса Ахенбаха. В 1856 году Боголюбов побывал в Константинополе, на Дунае и в Синопе, с целью написать несколько этюдов для картин, заказанных ему императором Николаем Павловичем.
Сопровождал великого князя Александра Александровича — впоследствии императора Александра III в путешествии по России и делал зарисовки (см. Записки Качалова).
По возвращении получил звание академика, а в 1860 году — профессора живописи. Тогда же Боголюбов устроил в залах Академии выставку своих произведений в пользу вдов и сирот художников. На этой выставке особенное внимание публики обратили на себя картины из истории нашего флота, заказанные российским императором, в особенности «Синоп» и «Кермес в Амстердаме». Император Александр II поручил Боголюбову написать в картинах историю флота Петра Великого.
В 1861 году по поручению гидрографического департамента Морского министерства Боголюбов начал работу над атласом берегов Каспийского моря под руководством известного гидрографа капитана Ивашенцева. Это совпало по времени с инициативой Волжского пароходного общества «Самолёт» по изданию путеводителя по Волжскому речному пути, чтобы «дать путнику по возможности ясное и верное понятие о всех замечательных поволжских местностях». В результате путешествия по Волге к Каспию, Боголюбов выполнил серию рисунков и этюдов с видами волжских городов. Они вошли в виде иллюстраций (литографий и политипажей) в путеводитель «Волга от Твери до Астрахани». Текстовую часть путеводителя «частию по известным источникам, а частию на основании собственных наблюдений» написал старший брат художника, Николай (1821—1898), также участвовавший в этой поездке. По мотивам некоторых сюжетов этой серии рисунков художник впоследствии создал и крупные живописные полотна.
В 1864 году вместе с капитанами Баженовым и Кроуном Боголюбов выполнил аналогичный атлас берегов Финскому заливу, и промеряя глубины в районах портов и шхерных проходов.
Боголюбов руководил занятиями по искусству будущей императрицы Марии Фёдоровны, пользовался «особенно милостивым вниманием» императора Александра III.
В 1871 году Боголюбов написал для православной церкви в Париже несколько фресок. В том же году он уступил Академии до 225 этюдов масляными красками и 800 рисунков сепией и акварелей.
Был основателем рисовального училища (с 1897 года — его имени) и  Художественного музея имени А. Н. Радищева в 1885 году в Саратове, завещал в этот музей свои произведения, ныне составляющие наиболее значительное собрание его работ.
В 1885 году Боголюбов ходатайствовал о снятии запрета на демонстрацию картины Ильи Репина «Иван Грозный и сын его Иван 16 ноября 1581 года», которая сильно не понравилась императору Александру III и его окружению. После подачи Боголюбовым ходатайства запрет был снят.
Произведения Боголюбова находятся в собраниях музеев России, в частности в Третьяковской галерее — «Золотой Рог», «Устье Невы», «Летняя ночь на Неве у взморья» и другие.
Последние годы жил в Париже, только изредка навещая Россию. Благодаря его инициативе, в Париже устроилось Общество взаимного вспомоществования русским художникам. В 1875 году по его инициативе была создана Парижская керамическая мастерская русских художников, занимавшаяся росписью фарфора и фаянса в традиционном русском стиле и объединившая в своей работе многих известных русских художников.
Скончался 7 ноября 1896 года в Париже; был похоронен в Петербурге на Малоохтинском кладбище рядом с родителями. В мае 1941 года, в связи с закрытием и уничтожением Малоохтинского кладбища, прах художника был перенесён на Тихвинское кладбище — Некрополь мастеров искусств. Предполагалась установка нового памятника. В вихре последующих событий место перезахоронения Боголюбова оказалось утерянным. Памятная плита на вновь обнаруженном захоронении была установлена в 2006 году.
В Москве, в бывшем особняке художника, находящемся по адресу: ул. Сущёвская, д. 14, базируется Библиотека искусств, которой в 1996 году присвоено имя А. П. Боголюбова.
Жена (с 06.11.1859; Висбаден) — Надежда Павловна Нечаева (27.09.1839—17.03.1865), дочь полковника Павла Павловича Нечаева, рано осиротела, воспитывалась в Екатерининском институте, после жила с дядей Н. А. Жеребцовым в Париже, где познакомилась с будущем мужем. По его словам, она «была весьма миловидная, миниатюрная девица с прекрасными умными глазами, русыми волосами и ртом невыразимой приятности. Все движения её были просты, не изысканны, но полны врождённой грации». После свадьбы жила в Дюссельдорфе, где хорошо была принята знакомыми мужа, за «её ум, миловидность и кротость». Скончалась от чахотки в Ницце. Похоронена с мужем на Малоохтинском кладбище. Там же похоронены их дети, умершие в младенчестве: Надежда (ум. 1865) и Николай (10.09.1864—15.06.1865).

## Галерея
- Аллея в парке. Лихтенштейн. 1889 год
- Антверпен. 1854 год
- Афонское сражение. 1853 год
- Синопское сражение. 1860 год
- Сражение при Гангуте 27 июля 1714 года. 1875–1877
- Бакинская губерния. Баку. Набережная. 1861 год
- Бакинская губерния. Баку. Улица в полдень. 1861 год
- Бой 44-пушечного фрегата «Флора» с тремя турецкими пароходами у мыса Пицунда 9 ноября 1853 года. 1854 год
- Бой парохода «Веста» с турецким броненосцем «Фетхи-Бутленд» в Чёрном море 11 июля 1877 года. 1878 год
- Бой пароходофрегата «Владимир» с турецко-египетским военным пароходом «Перваз-Бахри» 5 ноября 1853 года
- Гибель фрегата «Александр Невский» (Вид ночью). 1868 год.
- Гибель фрегата «Александр Невский» (Дневной вариант). 1868 год
- Франция. Нормандия. Вёль[фр.]. 1880 год
- Италия. Венеция ночью. 1850-е
- Венеция. 1850-е
- Захват катером «Меркурий» шведского фрегата «Венус» 21 мая 1789 года. 1845
- Захват катером «Меркурий» шведского фрегата «Венус» 21 мая 1789 года. 1851
- Императорская паровая яхта «Александрия» 1852 года. 1852 год
- Клипер «Разбойник» в Гавре. 1887 год
- Турция. Мечеть в Константинополе
- Морской бой. Пленение фрегатом «Владимиром» турецкого парохода «Перваз-Бахри». 1858 год
- Нормандский город. 1879 год.
- Ночное нападение на 44-пушечный фрегат «Флора» с 5 на 6 ноября 1853 года 1857 год.
- Италия. Палермо
- Пароход «Колхида» во время боя у поста Святого Николая. 1854 год
- Синоп. Турция. 1856
- Фрегат «Паллада» 1847 года. 1847 год
- «Море», 1835 год. Национальный музей искусств Азербайджана (Баку)
- «Пожар на паруснике» Конец XIX века. Сочинский художественный музей
- «Симбирский бег». Рисунок А. П. Боголюбова, 1863.

## Публикации текстов
- Боголюбов А. П. Записки моряка-художника / публикация, вступление, комментарии, указатель имён — Н. В. Огарёва. — 6-е изд., стер. — Самара : Агни — Арт-Лайт, 2019. — 320 с. : ил. — 800 экз. — ISBN 978-5-6043148-0-7.